# Seznam olympioniků Česka s více medailemi z jedněch her
Seznam olympioniků Česka s více medailemi z jedněch her uvádí přehled sportovních reprezentantů České republiky, kteří na jedněch olympijských hrách (jak letních, tak zimních) získali více medailí. 
Nejúspěšnější je Martina Sáblíková, která na ZOH 2010 v kanadském Vancouveru získala v rychlobruslení dvě zlaté a jednu bronzovou medaili. Na letních hrách dosáhl největších úspěchů rychlostní kanoista Martin Doktor, který v roce 1996 v americké Atlantě získal dvě zlaté. 
Výpravy České republiky startují na olympijských hrách od roku 1994. Do té doby se účastnil olympiád společný československý tým, v jehož řadách také startovala řada vícenásobných medailistů. 

## Seznam sportovců
| Sportovec           | Hry                      | Sportovní odvětví            | Medailová bilance | Přehled medailí                                                          |
| ------------------- | ------------------------ | ---------------------------- | ----------------- | ------------------------------------------------------------------------ |
| Lukáš Bauer         | ZOH 2010, Vancouver      | běh na lyžích                | 0 – 0 – 2         | bronz – 15 km volně bronz – štafeta                                      |
| Martin Doktor       | LOH 1996, Atlanta        | rychlostní kanoistika        | 2 – 0 – 0         | zlato – C1 500 m zlato – C1 1000 m                                       |
| Josef Dostál        | LOH 2016, Rio de Janeiro | rychlostní kanoistika        | 0 – 1 – 1         | stříbro – K1 1000 m bronz – K4 1000 m                                    |
| Kateřina Emmons     | LOH 2008, Peking         | sportovní střelba            | 1 – 1 – 0         | zlato – vzduchová puška na 10 m stříbro – puška na 50 m (3 pozice)       |
| Ester Ledecká       | ZOH 2018, Pchjongčchang  | alpské lyžování snowboarding | 2 – 0 – 0         | zlato – superobří slalom zlato – paralelní obří slalom                   |
| Ondřej Moravec      | ZOH 2014, Soči           | biatlon                      | 0 – 2 – 1         | stříbro – stíhací závod stříbro – smíšená štafeta bronz – hromadný start |
| Kateřina Neumannová | ZOH 1998, Nagano         | běh na lyžích                | 0 – 1 – 1         | stříbro – 5 km klasicky bronz – 10 km volně SZ                           |
| Kateřina Neumannová | ZOH 2002, Salt Lake City | běh na lyžích                | 0 – 2 – 0         | stříbro – 15 km volně HS stříbro – 2×5 km stíhací závod                  |
| Kateřina Neumannová | ZOH 2006, Turín          | běh na lyžích                | 1 – 1 – 0         | zlato – 30 km volně HS stříbro – skiatlon 2×7,5 km                       |
| Jana Novotná        | LOH 1996, Atlanta        | tenis                        | 0 – 1 – 1         | stříbro – ženská čtyřhra bronz – ženská dvouhra                          |
| Martina Sáblíková   | ZOH 2010, Vancouver      | rychlobruslení               | 2 – 0 – 1         | zlato – 3000 m zlato – 5000 m bronz – 1500 m                             |
| Martina Sáblíková   | ZOH 2014, Soči           | rychlobruslení               | 1 – 1 – 0         | zlato – 5000 m stříbro – 3000 m                                          |
| Gabriela Soukalová  | ZOH 2014, Soči           | biatlon                      | 0 – 2 – 1         | stříbro – hromadný start stříbro – smíšená štafeta bronz – štafeta       |
| Jaroslav Soukup     | ZOH 2014, Soči           | biatlon                      | 0 – 1 – 1         | stříbro – smíšená štafeta bronz – sprint                                 |
| Veronika Vítková    | ZOH 2014, Soči           | biatlon                      | 0 – 1 – 1         | stříbro – smíšená štafeta bronz – štafeta                                |